# 臺灣土白蟻
臺灣土白蟻（Odontotermes formosanus），又名黑翅土白蟻，屬於養菌白蟻，在地下築巢，未有建構蟻丘之紀錄。臺灣土白蟻會利用咬碎的木材或植物組織建造菌圃，並培育共生真菌 (Termitomyces)，該真菌於地表長出的子實體俗稱雞肉絲菇。

## 物種描述
本種為台灣全島中、低海拔（< 1,200 m）區域最常見的白蟻。頭部、胸部與腹部背面皆呈深褐色，單片翅呈淡褐色，四片翅交疊呈黑褐色。台灣土白蟻的有翅生殖型婚飛季節主要在四月至七月之間，其中六月為高峰。
兵蟻與家白蟻屬兵蟻形態相近，頭呈黃色，水滴狀，頭部額腺開口小，難以發現。工蟻頭呈淡黃色， 胸部與腹部則呈乳白色。台灣土白蟻是台灣最重要的農業有害白蟻，但僅佔都市地區危害案件的6%，且大多是由戶外入侵的偶發案件，僅危害與土壤相接觸的木材。
階級間體長不同，有翅生殖階級(雄蟻及雌蟻)10.00-12.86mm; 兵蟻3.75-6.50mm; 工蟻2.63-4.50mm; 體色:乳白透明狀。生殖階級頭部有密毛，頭成橢圓形，單眼、複眼各一對，觸角19節，觸角成念珠狀，翅膀顏色較深，前胸背板為半月型，上頭有T自黃斑。兵蟻頭黃褐色，橢圓形，大顎內側有一顆牙，觸角16節

## 別名
本種的別名包含台灣白蟻，姬白蟻及黑翅土白蟻。

## 分布
此物種目前廣泛分布於臺灣全島、日本八重山列嶼的西表島及石垣島、中國南方各省、泰國及緬甸。

## 白蚁階级
- 繁殖蚁
- 工蚁
- 兵蚁
- 若蚁
- 幼蚁

## 互利共生關係
黑翅土白蚁本身對植物的分解的能力是有限的，多半需仰賴雞肉絲菇所分泌的酵素才可以進行良好的分解作用。在工蟻的肚子中可發現雞肉絲菇的無性孢子，可以作為佐證。而白蟻會藉由農耕雞肉絲菇來抑制其他真菌的生長，幫助雞肉絲菇取得優勢。白蟻如果長時間缺乏雞肉絲菇提供的「含氮量較多的養分」，整巢的白蟻會漸漸因營養不良而死亡。然而雞肉絲菇若是缺乏白蟻的照料，也會因為本身競爭不過其它真菌而死亡。